# Marcella
A Marcella  női név a Marcell   férfinév női párja.

## Rokon nevek
- Marcellina:[1] a Marcella becéző továbbképzése.[2]
- Zella:[1] a Marcella német eredetű beceneve.[3]

Célia, Celina, Szelina

## Gyakorisága
Az 1990-es években a Marcella igen ritka, a Marcellina, Zella szórványos név, a 2000-es években nem szerepelnek a 100 leggyakoribb női név között.

## Névnap
Marcella
- január 31.[2]
- június 28.[2]

Marcellina:
- július 17.[2]

Zella:
- január 31.[3]
- szeptember 22.[3]

## Híres Marcellák, Marcellinák, Zellák
- Babits Marcella (Marcellina), szaxofonos, énekes